# تشيب كوفي
تشيب كوفي (بالإنجليزية: Chip Coffey)‏ هو نفسي أمريكي، ولد في 21 أغسطس 1954 في إلميرا في الولايات المتحدة.

## وصلات خارجية
- الموقع الرسمي
- تشيب كوفي على موقع IMDb (الإنجليزية)
- تشيب كوفي على موقع قاعدة بيانات الفيلم (الإنجليزية)